# Creobroter pictipennis
Creobroter pictipennis es una especie de mantis de la familia Hymenopodidae.

## Distribución geográfica
Se encuentra en la India y Sri Lanka.